# 彼得·赫拉普科夫斯基
彼得·赫拉普科夫斯基（波蘭語：Piotr Chrapkowski，1988年3月24日—），波兰男子手球运动员。他曾代表波兰参加2015年、2017年和2021年世界男子手球锦标赛，其中2015年世锦赛获得季军。